# The Farm 51
The Farm 51 – polskie przedsiębiorstwo zajmujące się produkcją gier komputerowych, założone w 2005 roku przez Wojciecha Pazdura, Kamila Bilczyńskiego (byłych pracowników studia People Can Fly, gdzie pracowali m.in. nad grą Painkiller) i Roberta Siejkę.

## Historia
Początkowo studio zajmowało się wykonywaniem zleconych zadań dla innych producentów, lecz później uzyskali fundusze od wydawcy 1C na swój autorski projekt NecroVision (2009), a także jego prequel, NecroVision: Przeklęta kompania (2010). Pracowali również nad grą Alien Rage (2013; poprzednio Alien Fear) dla firmy City Interactive, jednak w lutym 2011 zostali odsunięci od jej produkcji. W czerwcu 2011 roku firma TopWare Interactive zapowiedziała grę Gorky 21, którą miało wyprodukować The Farm 51, jednak prace nad tym tytułem zostały wstrzymane. Następnie stworzyli grę Deadfall Adventures (2013), będącą strzelanką pierwszoosobową osadzoną w latach 30. XX wieku, w której gracze wcielają się w poszukiwacza skarbów odwiedzającego różne pradawne świątynie. 13 grudnia 2013 roku zapowiedziana została gra Get Even. Grę wydano 23 czerwca 2017 roku.
W wyniku inwazji Rosji na Ukrainę w 2022 roku przedsiębiorstwo postanowiło przekazać dochód ze sprzedaży swoich gier na wsparcie poszkodowanych.

## Lista gier
| Rok  | Tytuł                           | Platformy                                         |
| ---- | ------------------------------- | ------------------------------------------------- |
| 2007 | Time Ace                        | Nintendo DS                                       |
| 2009 | NecroVision                     | Microsoft Windows                                 |
| 2010 | NecroVision: Przeklęta kompania | Microsoft Windows                                 |
| 2012 | Painkiller: Hell & Damnation    | Microsoft Windows, Xbox 360, PlayStation 3        |
| 2013 | Deadfall Adventures             | Linux, Microsoft Windows, Xbox 360                |
| 2017 | Get Even                        | Microsoft Windows, Xbox One, PlayStation 4        |
| 2018 | World War 3                     | Microsoft Windows                                 |
| 2021 | Chernobylite                    | Microsoft Windows, Xbox One, PlayStation 4        |
| 2025 | Chernobylite 2: Exclusion Zone  | Microsoft Windows, Xbox Series X/S, PlayStation 5 |

### Współpraca
- Wiedźmin (2007)[12]
- Two Worlds II (2010)[12]